# شاكر بن زيد
شاكر بن زيد بن فواز بن ناصر بن فواز بن عون (1885-1934) أحد أمراء الهاشميين في مكة المكرمة والأردن. وكان صديقاً مقرباً من مؤسس الأردن الأمير عبد الله بن الحسين، وقد كان سندا له في بدايات تأسيس الاماراة.

## نشأته
ولد بمكة المكرمة سنة 1885م، وتلقى تعليمه فيها ونشأ مع الأمير عبد الله الأول بن الحسين فأصبح صديقاً شخصياً له.

## حياته
عندما نشبت الثورة العربية الكبرى سنة 1916م، تولى الشريف شاكر بن زيد قيادة إحدى المجموعات المسلحة التي هاجمت معاقل الأتراك في مكة المكرمة. ثم التحق بالأمير عبد الله أثناء حصار الطائف، فكان مساعده الأول في قيادة الجيش الشرقي؛ والذي ظل يهاجم معاقل الأتراك حول المدينة من أواخر سنة 1916م حتى أواخر سنة 1918م. وفي أواخر عام 1920م، رافق الأمير عبد الله الأول إلى شرقي الأردن.
أسهم في مواجهة هجمات الإخوان التابعة للحركة الوهابية، حيث قادت قواته في شهر آب من عام 1918م إلى شرق ''خرما'' وقد واجه تجمعاً ضخماً للعشائر التابعة للحركة، ولم يكن في مقدوره وهو يقود قوة متواضعة من تحقيق النصر.

## مناصبه
بعد تأسيس الإمارة اشترك عضواً في الوزارات التي تولت الحكم خلال الأعوام 1921- 1924م بصفته نائباً للعشائر؛ وكان ينوب الأمير عبد الله الأول أثناء سفره خارج البلاد. ولذلك كان يحتل المقام الثاني بعد الأمير في الدولة الأردنية حتى وفاته. كان الشريف شاكر ذا معرفة واسعة بالقضاء العشائري وبالتقاليد العربية، وشغل منصب رئيس لجنة الإشراف على البدو. وكان يقوم بعقد الصلح بين القبائل والعشائر الأردنية.

## وفاته
توفي في مدينة عمان بتاريخ 8 كانون الأول 1934م.